# Пешковский сельсовет
Пешковский сельсовет — сельское поселение в Убинском районе Новосибирской области Российской Федерации.
Административный центр — деревня Пешково.

## История
Статус и границы сельского поселения установлены Законом Новосибирской области от 2 июня 2004 года № 200-ОЗ «О статусе и границах муниципальных образований Новосибирской области»

## Население
| 2002 | 2010 | 2012 | 2013 | 2014 | 2015 | 2016 |
| ---- | ---- | ---- | ---- | ---- | ---- | ---- |
| 383  | ↘285 | ↘272 | ↘263 | ↘257 | ↘252 | ↗259 |
| 2017 | 2018 | 2019 | 2020 | 2021 |      |      |
| ↘250 | ↘247 | ↗252 | ↘247 | ↘242 |      |      |

## Состав сельского поселения
| № | Населённый пункт | Тип населённого пункта          | Население |
| - | ---------------- | ------------------------------- | --------- |
| 1 | Лебединка        | деревня                         | ↘36       |
| 2 | Пешково          | деревня, административный центр | ↘207      |
| 3 | Ревунка          | деревня                         | ↘42       |